# Доброплодно
Доброплодно е село в Североизточна България. То се намира в община Ветрино, област Варна. До 1934 година името на селото е Иляс (Елес) факъ („книжник Иляс“).

## География
Доброплодно е заобиколено от селата Калоян, Белоградец, Добротич. Принадлежи към община Ветрино, област Варненска.
Язовир „Доброплодно“ е най-голямото водно съоръжение на територията на община Ветрино с обем 1 800 000 m3.

## История
Старобългарското име на селото е Малешево. През османската епоха носи името на основателя си Илияз/Елес Факъ. Първите къщи били начално на север от сегашното селище, но поради суровата зима основателите се местят по-близо до коритото на Карамандере. Един от първите жители се знае като Кьор Юмер. Селото се споменава в османски регистри от XVI век.
В XIX век селото е с изцяло турско население, а след Освобождението в него се заселват малоазийски българи – през 1884 година някои българи от малоазийските села Гьобел и Мандър пристигат със семействата и част от покъщнината си в освободена България и се установяват Елес факъ и близкото село Яйлякьой, в които дотогава живее турско население. Българите от Анадола и турците от България се споразумяват да разменят имотите си. Изпратени са делегации от двете страни да огледат имотите и размяната става декар за декар, къща за къща, глава добитък за глава добитък. Общо 40 турски рода от Елес Факъ заменили ниви, ливади, къщи, лозя, добитък с 40 български фамилии от Гьобел. През този период в Доброплодно пристигат общо 317 българи. Така Доброплодно се превръща в средище на малоазийските българи, които пренасят тук не само вещите си, а и богат фолклор, древни обичаи и традиции.
При избухването на Балканската война в 1912 година един човек от Елес факъ е доброволец в Македоно-одринското опълчение. През 1921 г. в селото е регистрирано огнище на шап по добитъка, но въпреки това там е организирана държавна коневъдна станция. През март 1923 г. са регистрирани актове на комунистическа и земледелческа пропаганда в селото. От 14 август 1934 г. е преименувано на Доброплодно.
През 2007 се заселват няколко английски семейства.

## Население
Численост на населението според преброяванията през годините:
| \| Година на преброяване \| Численост \| \| --------------------- \| --------- \| \| 1934 \| 2669 \| \| 1946 \| 2508 \| \| 1956 \| 2199 \| \| 1965 \| 2089 \| \| 1975 \| 1896 \| \| 1985 \| 1578 \| \| 1992 \| 1334 \| \| 2001 \| 1118 \| \| 2011 \| 854 \| \| 2021 \| 596 \| |           |
| Година на преброяване | Численост |
| 1934 | 2669      |
| 1946 | 2508      |
| 1956 | 2199      |
| 1965 | 2089      |
| 1975 | 1896      |
| 1985 | 1578      |
| 1992 | 1334      |
| 2001 | 1118      |
| 2011 | 854       |
| 2021 | 596       |

### Етнически състав

#### Преброяване на населението през 2011 г.
Численост и дял на етническите групи според преброяването на населението през 2011 г.:
|                     | Численост | Дял (в %) |
| Общо                | 854       | 100.00    |
| Българи             | 384       | 44.96     |
| Турци               | 250       | 29.27     |
| Цигани              | 53        | 6.20      |
| Други               | 3         | 0.35      |
| Не се самоопределят | 4         | 0.46      |
| Неотговорили        | 160       | 18.73     |

## Спорт
Футболен клуб „Лудогорец – Доброплодно“. Клубът е създаден през 1953 г. Тогава с дейното участие на местната младеж е образуван първият спортен клуб в селото, носещ името „Лудогорец“. Тимът играе предимно срещу отбори от региона. Лудогорец – Доброплодно се състезава в „А“ Областна група по футбол. Според статистиката домакинските мачове на „Лудогорец“ са сред най-посещаваните в групата. Интересен факт е, че в отбора се състезават предимно местни младежи.
През сезон 2007/08 г. отборът на „Лудогорец – Доброплодно“ се състезава с отборите на:
ФК „Феникси (гр. Варна)
ФК Тополите (с. Тополи)
ФК „Устрем“ (с. Караманите)
ФК „Агромел“ (с. Момчилово)
ФК „Аврен – Аспарухово“ (с. Аврен)
ФК „Камчийски сокол“ (с. Дъбравино)
ФК „Атлетик“ (с. Езерово)
ФК „Спринт“ (с. Белоградец)
ФК „Черноморец“ (с. Чернево)
ФК „Дебелец – Сини вир“ (с. Цонево)
ФК „Ботев“ (с. Брестак)
ФК „Игнатиево“ (гр. Игнатиево)
ФК „Вихър“ (гр. Вълчи дол)
ФК „Тръстиково“ (с. Тръстиково)

## Религии
Днес в Доброплодно живеят редом християни и мюсюлмани. В селото има джамия.

## Личности
- Абдула Мехмедов Юнузов – редник от рода Чауш, участвал в Първата Световна Война, роден на 16 ноември 1893, служил в 22-ри пехотен Тракийски полк, 5-а рота. Абдула Юнузов е ранен и пада в плен през нощта на 30 септември 1916 след сражение с англичаните близо до Горно Караджово (днес Моноклисия). Редник Юнузов умира на 1 октомври 1916 близо до Солун. Командир на 5-а рота е Димчо Дебелянов, който загива на 2 октомври 1916 при опит за обратното завземане на Горно Караджово.
- Богдан Исаков Богданов, деец на ВМОРО с неизвестно месторождение, на 13 април 1943 година, като жител на Доброплодно, подава молба за българска народна пенсия, която е одобрена и пенсията е отпусната от Министерския съвет на Царство България.[13]
- Вълю Киров, Христо Първанов, Димитър Аргиров и Кади Изетов татар – политически кандидати на Прогресивнолиберална партия от селото през 1911 г.[14]
- Иван Г. Терзиев – съдържател на кръчма в с. Елес Факъ, Провадийска околия през 1910 г.[15]